# Донбасский государственный колледж технологий и управления
Донбасский государственный колледж технологий и управления — высшее учебное заведение в городе Торецк Донецкой области Украины.

## История
10 июня 1963 года филиал Горловского индустриального техникума в городе Дзержинск был преобразован в самостоятельное образовательное учреждение — Дзержинский горный техникум. В дальнейшем техникум занимался подготовкой квалифицированных инженерно-технических кадров для горнодобывающей и угольной промышленности СССР.
После провозглашения независимости Украины техникум был передан в ведение министерства образования Украины.
В марте 1995 года Верховная Рада Украины внесла техникум в перечень объектов, приватизация которых запрещена в связи с их общегосударственным значением.
В дальнейшем был реорганизован в Донбасский государственный колледж технологий и управления.

## Современное состояние
Колледж имеет два отделения (дневное и заочное) и выполняет подготовку младших специалистов по шести специальностям: «Подземная разработка полезных ископаемых», «Эксплуатация и ремонт горного электромеханического оборудования и автоматических устройств», «Тяжёлое машиностроение», «Обслуживание и ремонт автомобилей и двигателей», «Учёт и аудит», «Финансовый учёт».
В состав колледжа входят учебный корпус (35 кабинетов, 8 лабораторий, 4 компьютерных класса с выходом в сеть Интернет, актовый зал на 150 мест, буфет, библиотека с читальным залом, а также служебные и подсобные помещения), общежитие на 50 мест и спортивная площадка.